# Barbara van Beck
Barbara van Beck (Augsburg, 16 de febrer de 1629 - c. 1668) era una empresària i celebritat alemanya que vivia amb una condició per la qual el seu rostre i gran part del cos estava cobert de pèl.

## Joventut
Barbara Ursler va néixer a Augsburg (Alemanya), l'any 1629. Els seus pares eren Anne i Balthazar Ursler. Els Urslers la van exhibir als espectacles, però també van educar a la seva filla.
Més tard es va casar amb Johan Michael van Beck i es va convertir en Barbara van Beck. La parella va tenir un fill i el seu marit es va convertir en el seu mànager. Segons informes, ell es va casar amb els propòsits de guanyar diners a través de l'aparició de la seva esposa en espectacles.

## Aspectes públics
Barbara van Beck es va convertir en internacionalment reconeguda i va viatjar per Europa, apareixent en espectacles. El 1655, van Beck va viatjar per primera vegada a Londres. El 1657, John Evelyn la va veure en un espectacle amb altres intèrprets notables de l'època; va escriure que «tocava bé el clavicèmbal». L'amic de Evelyn, Samuel Pepys, va descriure haver vist una dona amb una condició similar durant els dies posteriors, i hi ha un debat sobre si aquesta és la mateixa persona.
Barbara van Beck va fer una aparició pública a Beauvais el 1660. Es va utilitzar un gravat del seu retrat fet per Richard Gaywood per anunciar aquest espectacle, i es va enviar una còpia a les autoritats locals per obtenir el permís per realitzar l'espectacle. En aquest punt, van Beck ja era una celebritat: la seva petició va aparèixer a la premsa, que ja havia aparegut a París (el 1645) i a altres ciutats franceses.
El 1668, van Beck va tornar a aparèixer a Londres, i va ser vista per Holger Jacobsen, qui va escriure sobre ella el llibre Acta Medica et Philosophica Hafnensis per a Thomas Bartholin. Es va sorprendre per la longitud i la suavitat dels cabells, i va informar que examinava els seus genitals per veure si s'assemblaven als d'un mico. Després de 1668, no hi ha mencions de van Beck, i alguns han especulat que podria haver mort aquell any.

## Condició
Es creu que Barbara van Beck tenia la condició d'hipertricosi, també anomenada síndrome d'Ambras.

## Representacions
Els gravats de van Beck van ser fets per diversos gravadors. H. Winze la va representar de cos sencer el 1638. Isaac Brunnin la va representar el 1653, i Richard Gaywood la va mostrar amb la mà esquerra sobre un orgue amb informació sobre el seu naixement i la seva vida personal. El gravador William Richardson va crear un gravat d'ella tocant un clavicèmball.

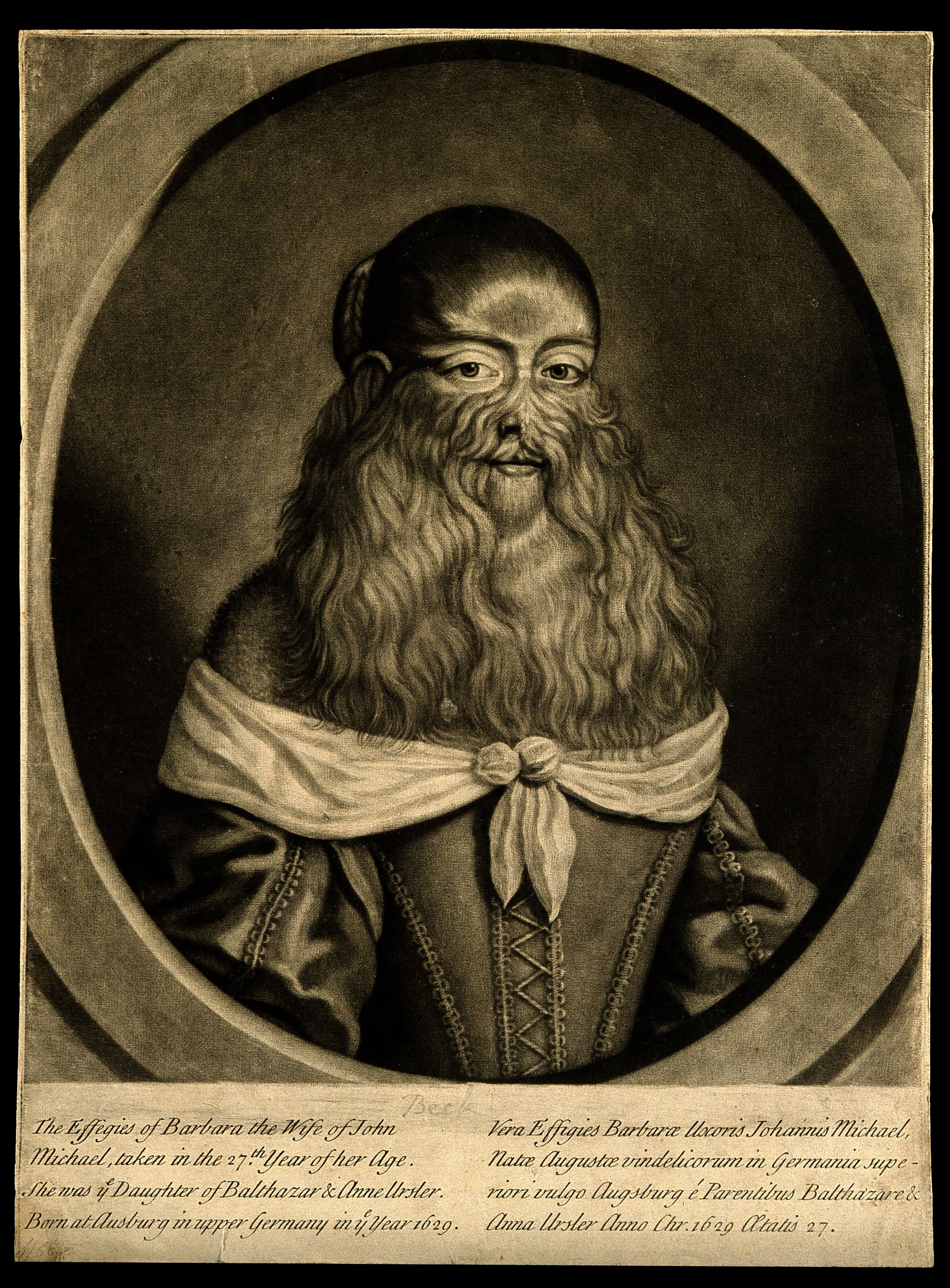
Gravat de van Beck, per G. Scott.
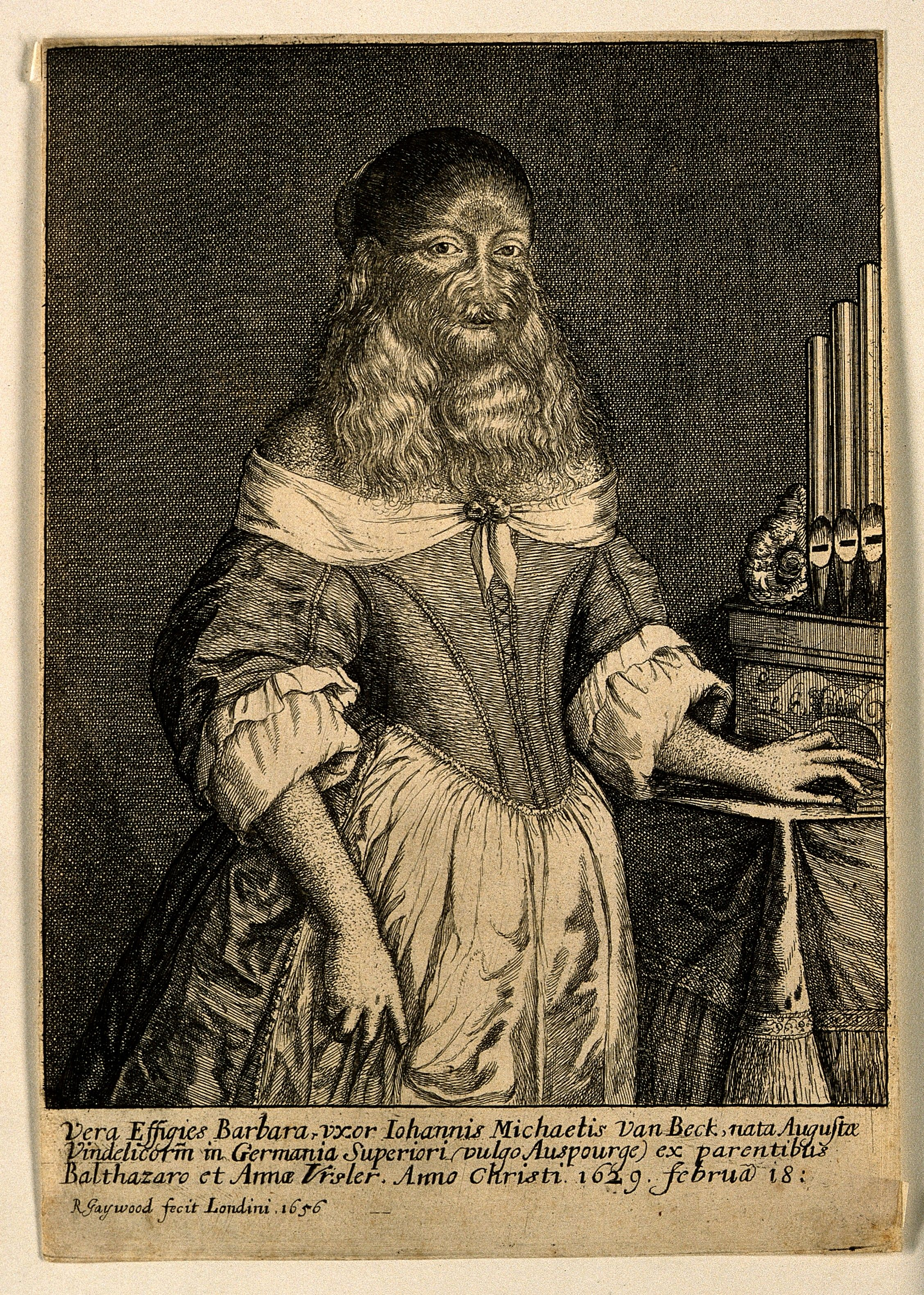
Retrat de van Beck al costat d'un orgue, per Richard Gaywood
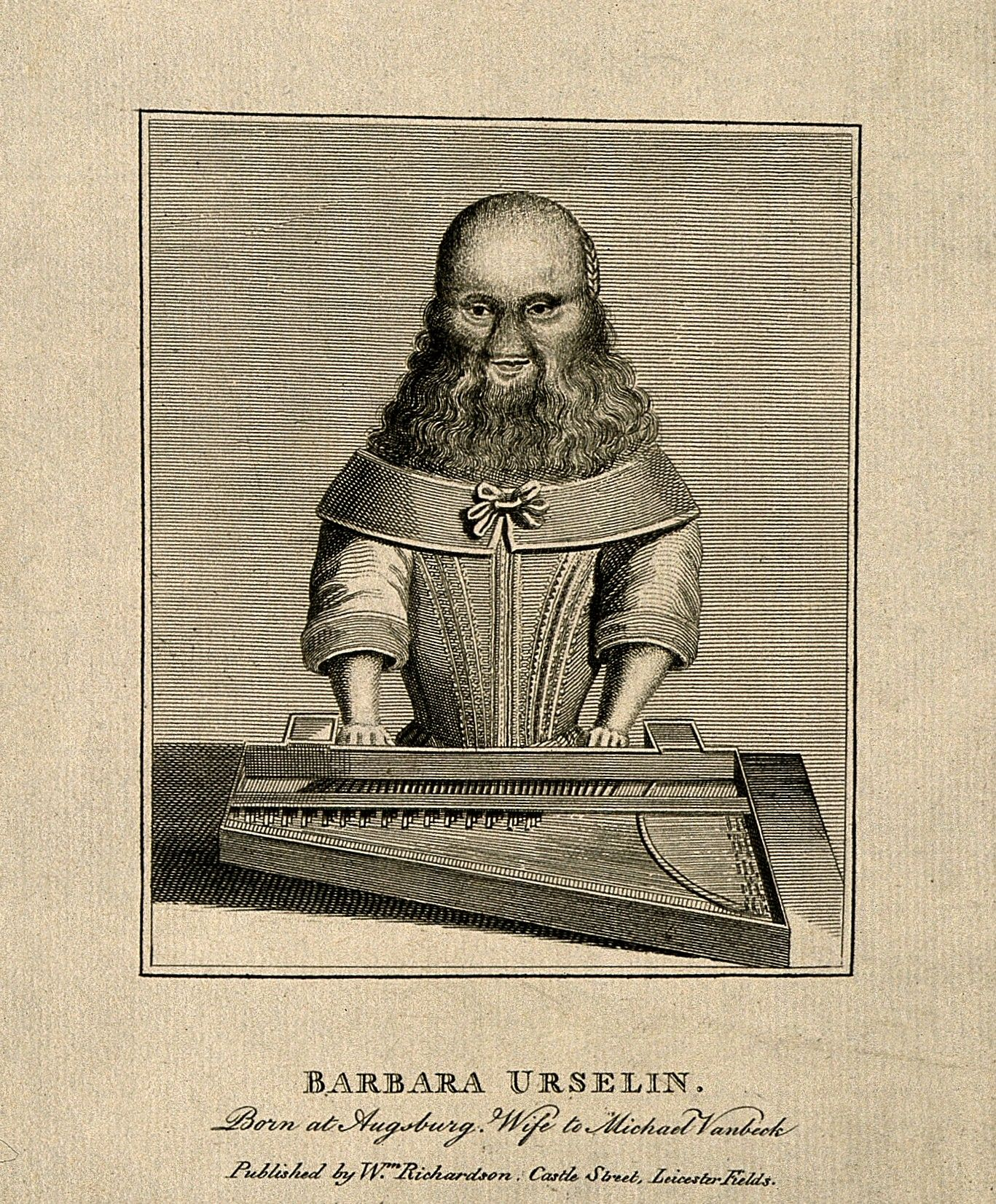
Barbara van Beck tocant el clavicèmbal, publicat per William Richardson
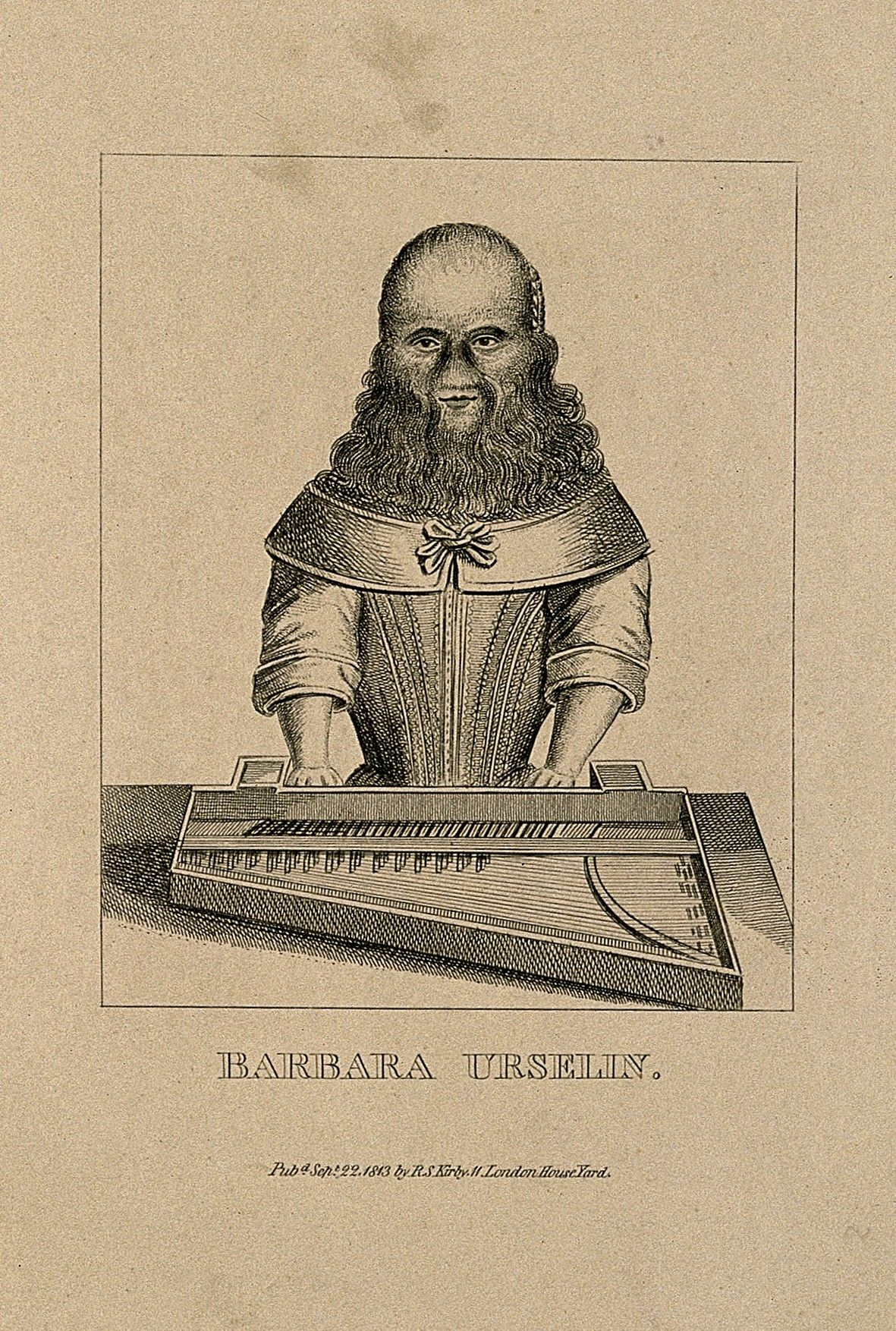
Gravat de 1813 de van Beck tocant el clavicèmbal, per R.S. Kirby

Un retratat de la dècada del 1640 de van Beck la mostra «portant un vestit de seda car, amb un escot baix». La historiadora Angela McShane va observar que «aquesta és una pintura d'alta qualitat ben executada», i destaca que les representacions de van Beck difereixen d'imatges victorianes posteriors de «monstres».